# ولادیمیر سیروواتکا
ولادیمیر سیروواتکا (انگلیسی: Vladimír Syrovátka; ۱۹ ژوئن ۱۹۰۸ – ۱۴ سپتامبر ۱۹۷۳) قایقران کانو اهل چکسلواکی بود.